# Фаворский, Иван Васильевич
Ива́н Васи́льевич Фаво́рский (1861, Павлово — 1910, Ардатов) — мировой судья Ардатовского уезда, Действительный статский советник.

## Биография
Родился в 1861 году в селе Павлове Нижегородской губернии в семье дворян. Выпускник юридического факультета Санкт-Петербургского университета. После окончания учёбы работал мировым судьёй — сперва в селе Богоявление Нижегородской губернии, затем — в течение 25 лет в городе Ардатове той же губернии. Пользовался уважением как среди жителей уезда, так и у начальства. Дослужился до чина Действительного статского советника. Скоропостижно скончался в Ардатове в 1910 году, после чего был похоронен в Ардатовском женском Покровском монастыре.